# 特伦托
特伦托（義大利語：Trento），又譯為天特，特里恩特或特倫特（德语：Trient），是意大利特伦蒂诺-上阿迪杰大区西南部特伦托省的市鎮及其首府。面积157.9平方公里，人口120,709人（2020年）。
羅馬教廷於1545至1563年在此召開大公會議，即特倫托會議。清初耶穌會传教士卫匡国1614年出生于此。

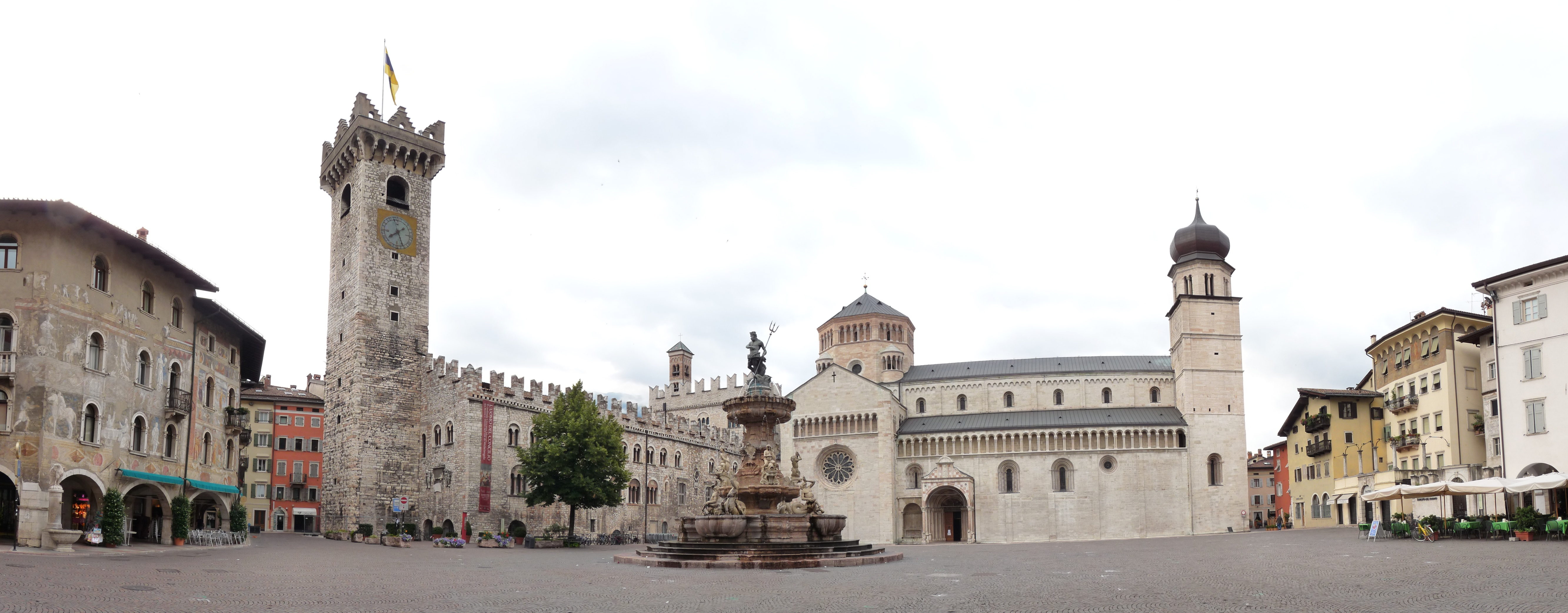
主教座堂广场全景，包括特伦托主教座堂、普雷托里奥宫、市民塔和海神喷泉

## 友好城市
- 德国柏林（1966年）
- 西班牙圣塞瓦斯蒂安（1987年）
- 德国肯普滕（1987年）
- 捷克布拉格（2002年）